# ムテサ2世
エドワード・ムテサ2世 (英語: Edward Mutesa II, KBE, 1924年11月19日 - 1969年11月21日) はブガンダ王（カバカ、kabaka, 在位 : 1939年 - 1969年11月21日）、初代ウガンダ大統領（任期 : 1963年 - 1966年）。
西側の記者からは「フレディ王」と呼ばれることもあったが、ウガンダで使われることはなかった。王としてウガンダの最大民族ガンダ族の指導者でもあった。

## 生涯
当時イギリス領ウガンダの一部だったブガンダに生まれる。ブドの王立高校で学び、父ダウディ・クワ2世の死後1939年に即位した。その後イングランドのケンブリッジ大学モードリン・カレッジに留学し、士官養成部隊で訓練を受け近衛擲弾兵中尉となった。
1945年から1950年にかけてイギリス支配とブガンダ王室への批判が高まった。1950年代にはイギリスはイギリス領東アフリカ（ウガンダ、ケニア、タンガニーカ）の連邦制による統合を図り、アフリカ人はローデシアのようにケニアの白人入植者に支配されるのではと恐れた。特にガンダ族は当時認められていた限定的な自治すら失うのではないかと恐れ強く反対した。ムテサ2世もこれに反対し総督のアンドリュー・コーヘンと対立した。
1953年、コーヘンはガンダ族が大抗議を起こすように煽り、ムテサ2世を逃亡させた。2年後立憲王制と王国議会（ルキコ）の選挙制が定められるとムテサは戻った。ムテサの総督とのやりとりで王国での彼の人気が高まった。1962年ウガンダはミルトン・オボテを連邦首相として独立した。新憲法ではブガンダは連邦内の半自治地域であった。オボテのウガンダ人民会議 (UPC) はブガンダ王党派カバカ・イエッカ (KY) との連立で政権を運営していた。総督の地位は英連邦王国離脱により1963年に廃止され、儀礼的で実権のない大統領にムテサが就任した。
1964年にブガンダからブニョロへ2つの郡を移行させる住民投票によりUPCとKYの連立が崩れた。1966年にオボテがコンゴの金と象牙の密輸で追及され党内でも解任の要求に直面すると、オボテは4人の閣僚を逮捕し、2月に憲法を停止して自身の大統領就任を宣言した。5月ブガンダ議会は憲法停止により連邦政府との協力義務が喪失したと宣言し連邦政府に首都からの退去を求めた。オボテは国軍副司令官のイディ・アミンに王宮を襲わせ、ムテサはイギリスへ逃れた。
亡命先のイギリスで自伝 "The Desecration of My Kingdom"（我が王国への冒瀆）を書いた。

### 死去
1969年、ロンドンで急性アルコール中毒で死去した。イギリス警察は自殺と看做したが、オボテ政権の工作員による多量のウォッカを用いた暗殺説が広く唱えられた。死の数時間前、イギリスのジャーナリストであるジョン・シンプソンがインタビューした際には素面で機嫌も良かったという。シンプソンは警察にも証言したがこの線での捜査は行われなかった。
1971年、クーデターでオボテ政権を打倒したアミンにより国葬が行われたが、アミンはブガンダ王宮を襲った当の司令官であった。